# Parangitia micrina
Parangitia micrina är en fjärilsart som beskrevs av Emilio Berio 1966/67. Parangitia micrina ingår i släktet Parangitia och familjen nattflyn. Inga underarter finns listade i Catalogue of Life.